# Quangang
Quangang léase Chuán-Káng (en chino 泉港, pinyin: Quángǎng, Min Nan: Chôan-káng) es una localidad de la ciudad-prefectura de Quanzhou en la provincia de Fujian, República Popular China, con una población censada en noviembre de 2010 de 313 539 habitantes.
Se encuentra situada en el centro-este de la provincia, junto a la costa del mar de China Oriental y a poca distancia al sur de la capital provincial, Fuzhou.